# Torneo Clausura 2013 (Venezuela)
El Torneo Clausura de la Primera División Venezolana 2012-13 (conocida como Copa DirecTV por motivos de patrocinio) es el segundo de los dos torneos de la temporada 2012-13 de la primera división venezolana de fútbol. Comienza el 19 de enero.

## Aspectos generales

### Modalidad
El torneo se juega con el formato todos contra todos en una rueda de 17 fechas, en los que participan dieciocho equipos. El campeón será el que sume más puntos durante las 17 fechas. Los campeones de los dos torneos (Apertura y Clausura) se enfrentan en una final a partidos de ida y vuelta para definir al Campeón Nacional, quien se lleva el título de liga; es decir, la estrella de la temporada. La clasificación a la Copa Libertadores de América corresponde al ganador del Torneo Clausura.

### Información de los equipos
| Club                                        | Ciudad         | Entrenador          | Estadio                   | Temp. | Campeón  |
| ------------------------------------------- | -------------- | ------------------- | ------------------------- | ----- | -------- |
| Deportivo Lara                              | Cabudare       | Lenín Bastidas      | Metropolitano de Cabudare | 6     | 1 vez    |
| Aragua Fútbol Club                          | Maracay        | Carlos Maldonado    | Hermanos Ghersi           | 8     | —        |
| Atlético Venezuela Club de Fútbol           | Caracas        | José Hernández      | Brígido Iriarte           | 2     | —        |
| Caracas Fútbol Club                         | Caracas        | Ceferino Bencomo    | Olímpico de la UCV        | 29    | 11 veces |
| Club Deportivo Mineros de Guayana           | Ciudad Guayana | Richard Páez        | Cachamay                  | 31    | 1 vez    |
| Deportivo Anzoátegui Sport Club             | Puerto La Cruz | Juvencio Betancourt | José Antonio Anzoátegui   | 6     | —        |
| Deportivo Petare Fútbol Club                | Caracas        | Edson Rodríguez     | Olímpico de la UCV        | 50    | 5 veces  |
| Deportivo Táchira Fútbol Club               | San Cristóbal  | Daniel Farías       | Pueblo Nuevo              | 40    | 7 veces  |
| Estudiantes de Mérida Fútbol Club           | Mérida         | José de Jesús Vera  | Metropolitano de Mérida   | 41    | 2 veces  |
| Llaneros de Guanare Fútbol Club             | Guanare        | Rodrigo Piñón       | Rafael Calles Pinto       | 14    | —        |
| Monagas Sport Club                          | Maturín        | Saúl Maldonado      | Monumental de Maturín     | 19    | —        |
| Portuguesa Fútbol Club                      | Araure         | José Luis Dolgetta  | José Antonio Páez         | 28    | 5 veces  |
| Real Esppor Club                            | Caracas        | Charles López       | Brígido Iriarte           | 4     | —        |
| Trujillanos Fútbol Club                     | Valera         | Pedro Vera          | José Alberto Pérez        | 22    | —        |
| Unión Atlético El Vigía Fútbol Club         | El Vigía       | Ramón Hernández     | Ramón Hernández           | 14    | —        |
| Yaracuyanos Fútbol Club                     | San Felipe     | Alí Cañas           | Florentino Oropeza        | 4     | —        |
| Zamora Fútbol Club                          | Barinas        | Noel Sanvicente     | Agustín Tovar             | 28    | 1 Vez    |
| Zulia Fútbol Club                           | Maracaibo      | Alex De Alba        | José Encarnación Romero   | 5     | —        |
| Datos actualizados el 6 de febrero de 2013. |                |                     |                           |       |          |

## Clasificación
|                                           |     | Equipos de fútbol     |  | PJ | G  | E | P  | GF | GC | Dif | Pts |
| ----------------------------------------- | --- | --------------------- |  | -- | -- | - | -- | -- | -- | --- | --- |
|                                           | 1.  | Zamora F. C.          |  | 17 | 10 | 5 | 2  | 31 | 11 | 20  | 35  |
|                                           | 2.  | Deportivo Anzoátegui  |  | 17 | 10 | 4 | 3  | 21 | 14 | 7   | 34  |
|                                           | 3.  | Deportivo Lara        |  | 17 | 9  | 6 | 2  | 29 | 23 | 6   | 33  |
|                                           | 4.  | Trujillanos F. C.     |  | 17 | 8  | 6 | 3  | 19 | 10 | 9   | 30  |
|                                           | 5.  | Caracas F. C.         |  | 17 | 7  | 9 | 1  | 23 | 15 | 8   | 30  |
|                                           | 6.  | Mineros de Guayana    |  | 17 | 7  | 6 | 4  | 26 | 17 | 9   | 27  |
|                                           | 7.  | Atlético Venezuela    |  | 17 | 7  | 5 | 5  | 19 | 19 | 0   | 26  |
|                                           | 8.  | Estudiantes de Mérida |  | 17 | 6  | 5 | 6  | 21 | 20 | 1   | 23  |
|                                           | 9.  | Llaneros de Guanare   |  | 17 | 5  | 8 | 4  | 13 | 14 | -1  | 23  |
|                                           | 10. | Deportivo Táchira     |  | 17 | 5  | 7 | 5  | 20 | 16 | 4   | 22  |
|                                           | 11. | Real Esppor           |  | 17 | 6  | 4 | 7  | 17 | 19 | -2  | 22  |
|                                           | 12. | Atlético El Vigía     |  | 17 | 5  | 5 | 7  | 13 | 25 | -12 | 20  |
|                                           | 13. | Yaracuyanos F. C.     |  | 17 | 5  | 3 | 9  | 20 | 21 | -1  | 18  |
|                                           | 14. | Aragua F. C.          |  | 17 | 4  | 5 | 7  | 14 | 18 | -4  | 17  |
|                                           | 15. | Zulia F. C.           |  | 17 | 2  | 9 | 6  | 17 | 18 | -1  | 15  |
|                                           | 16. | Monagas S. C.         |  | 17 | 3  | 3 | 11 | 14 | 24 | -10 | 12  |
|                                           | 17. | Deportivo Petare      |  | 17 | 2  | 6 | 9  | 7  | 24 | -17 | 12  |
|                                           | 18. | Portuguesa F. C.      |  | 17 | 2  | 4 | 11 | 16 | 31 | -15 | 10  |
| Datos actualizados al: 5 de mayo de 2013. |     |                       |  |    |    |   |    |    |    |     |     |

Pts = Puntos; PJ = Partidos jugados; G = Partidos ganados; E = Partidos empatados; P = Partidos perdidos; GF = Goles anotados; GC = Goles recibidos; Dif = Diferencia de goles
|  | Clasificado a la fase de grupos de la Copa Libertadores 2014 por haber salido campeón del Torneo Clausura. |

## Resultados
| Deportivo Petare      | 0:2 | Mineros de Guayana | Olímpico de la UCV      | 19 de enero | 04:00 p. m. | DirecTV /Tves |
| Llaneros de Guanare   | 1:1 | Deportivo Táchira  | Rafael Calles Pinto     | 19 de enero | 04:00 p. m. | Meridiano TV  |
| Atlético Venezuela    | 2:0 | Zulia FC           | Brígido Iriarte         | 20 de enero | 03:30 p. m. | --            |
| Trujillanos FC        | 1:0 | Portuguesa FC      | José Alberto Pérez      | 20 de enero | 04:00 p. m. | --            |
| Yaracuyanos FC        | 2:2 | Monagas SC         | Florentino Oropeza      | 20 de enero | 04:00 p. m. | --            |
| Estudiantes de Mérida | 0:0 | Real Esppor        | Metropolitano de Mérida | 20 de enero | 05:00 p. m. | --            |
| Aragua FC             | 0:0 | Atlético El Vigía  | Hermanos Ghersi         | 20 de enero | 06:00 p. m. | --            |
| Zamora FC             | 1:1 | Caracas FC         | Agustín Tovar           | 20 de enero | 05:00 p. m. | DirecTV /Tves |
| Deportivo Anzoátegui  | 1:1 | CD Lara            | José Antonio Anzoátegui | 24 de abril | 07:00 p. m. | DirecTV       |

| Deportivo Táchira  | 1:0 | Yaracuyanos FC        | Polideportivo de Pueblo Nuevo | 26 de enero   | 07:00 p. m. | --             |
| Atlético El Vigía  | 0:1 | Atlético Venezuela    | Ramón Hernandez               | 27 de enero   | 03:00 p. m. | --             |
| Caracas FC         | 1:1 | Aragua FC             | Olímpico de la UCV            | 27 de enero   | 05:00 p. m. | DirecTV / Tves |
| Deportivo Lara     | 0:3 | Zamora FC             | Metropolitano de Cabudare     | 27 de enero   | 05:00 p. m. | --             |
| Monagas SC         | 2:1 | Zulia FC              | Monumental de Maturín         | 27 de enero   | 05:00 p. m. | --             |
| Mineros de Guayana | 2:2 | Llaneros de Guanare   | CTE Cachamay                  | 27 de enero   | 05:00 p. m. | Meridiano TV   |
| Real Esppor        | 1:0 | Deportivo Petare      | Brígido Iriarte               | 27 de enero   | 03:00 p. m. | DirecTV        |
| Trujillanos FC     | 2:1 | Estudiantes de Mérida | José Alberto Pérez            | 27 de enero   | 04:00 p. m. | --             |
| Portuguesa FC      | 0:1 | Deportivo Anzoátegui  | José Antonio Páez             | 13 de febrero | 03:00 p. m. | --             |

| Aragua FC             | 2:3 | Deportivo Lara       | Hermanos Ghersi         | 2 de febrero | 05:00 p. m. | DirecTV / Tves |
| Estudiantes de Mérida | 1:1 | Deportivo Anzoátegui | Metropolitano de Mérida | 2 de febrero | 07:30 p. m. |                |
| Zamora FC             | 2:1 | Portuguesa FC        | Agustín Tovar           | 3 de febrero | 06:00 p. m. | --             |
| Atlético Venezuela    | 0:0 | Caracas FC           | Brígido Iriarte         | 3 de febrero | 03:30 p. m. | DirecTV / Tves |
| Zulia FC              | 0:0 | Atlético El Vigía    | José Encarnación Romero | 3 de febrero | 03:30 p. m. | --             |
| Deportivo Petare      | 1:1 | Trujillanos FC       | Olímpico de la UCV      | 3 de febrero | 04:00 p. m. | --             |
| Llaneros de Guanare   | 2:0 | Real Esppor          | Rafael Calles Pinto     | 3 de febrero | 04:00 p. m. | --             |
| Yaracuyanos FC        | 2:2 | Mineros de Guayana   | Florentino Oropeza      | 3 de febrero | 04:00 p. m. | --             |
| Monagas SC            | 1:2 | Deportivo Táchira    | Monumental de Maturín   | 3 de febrero | 04:00 p. m. | --             |

| Deportivo Lara        | 3:0 | Atlético Venezuela  | Farid Richa                   | 7 de febrero  | 07:30 p. m. | --           |
| Estudiantes de Mérida | 5:1 | Deportivo Petare    | Metropolitano de Mérida       | 7 de febrero  | 08:00 p. m. | --           |
| Caracas FC            | 2:1 | Zulia FC            | Olímpico de la UCV            | 9 de febrero  | 05:00 p. m. | DirecTV      |
| Portuguesa FC         | 0:1 | Aragua FC           | José Antonio Páez             | 10 de febrero | 03:00 p. m. | --           |
| Deportivo Anzoátegui  | 1:0 | Zamora FC           | José Antonio Anzoátegui       | 10 de febrero | 05:00 p. m. | --           |
| Deportivo Táchira     | 4:0 | Atlético El Vigía   | Polideportivo de Pueblo Nuevo | 10 de febrero | 05:00 p. m. | Meridiano TV |
| Mineros de Guayana    | 0:0 | Monagas SC          | CTE Cachamay                  | 10 de febrero | 05:00 p. m. | --           |
| Real Esppor           | 0:2 | Yaracuyanos FC      | Brígido Iriarte               | 10 de febrero | 03:00 p. m. | DirecTV      |
| Trujillanos FC        | 3:0 | Llaneros de Guanare | José Alberto Pérez            | 10 de febrero | 04:00 p. m. | Tves         |

| Aragua FC           | 0:1 | Deportivo Anzoátegui  | Hermanos Ghersi               | 17 de febrero | 05:00 p. m. | Meridiano TV  |
| Atlético Venezuela  | 3:3 | Portuguesa FC         | Brígido Iriarte               | 17 de febrero | 03:30 p. m. | DirecTV /Tves |
| Zulia FC            | 1:1 | Deportivo Lara        | José Encarnación Romero       | 17 de febrero | 03:30 p. m. | --            |
| Deportivo Petare    | 1:1 | Zamora FC             | Olímpico de la UCV            | 17 de febrero | 04:00 p. m. | --            |
| Llaneros de Guanare | 3:1 | Estudiantes de Mérida | Rafael Calles Pinto           | 17 de febrero | 04:00 p. m. | --            |
| Yaracuyanos FC      | 1:0 | Trujillanos FC        | Florentino Oropeza            | 17 de febrero | 04:00 p. m. | --            |
| Monagas SC          | 0:1 | Real Esppor           | Monumental de Maturín         | 17 de febrero | 04:00 p. m. | --            |
| Deportivo Táchira   | 0:1 | Mineros de Guayana    | Polideportivo de Pueblo Nuevo | 17 de febrero | 05:30 p. m. | DirecTV       |
| Atlético El Vigía   | 1:1 | Caracas FC            | Ramón Hernandez               | 10 de abril   | 03:00 p. m. | --            |

| Deportivo Lara        | 2:1 | Atlético El Vigía   | Farid Richa             | 30 de enero   | 07:30 p. m. | --      |
| Portuguesa FC         | 0:0 | Zulia FC            | José Antonio Páez       | 20 de febrero | 03:00 p. m. | --      |
| Deportivo Anzoátegui  | 1:0 | Atlético Venezuela  | José Antonio Anzoátegui | 20 de febrero | 07:00 p. m. | --      |
| Zamora FC             | 1:1 | Aragua FC           | Agustín Tovar           | 20 de febrero | 07:30 p. m. | --      |
| Real Esppor           | 1:0 | Deportivo Táchira   | Brígido Iriarte         | 20 de febrero | 03:00 p. m. | Tves    |
| Trujillanos FC        | 1:0 | Monagas SC          | José Alberto Pérez      | 20 de febrero | 07:00 p. m. | --      |
| Estudiantes de Mérida | 1:0 | Yaracuyanos FC      | Metropolitano de Mérida | 20 de febrero | 08:00 p. m. | --      |
| Deportivo Petare      | 0:0 | Llaneros de Guanare | Olímpico de la UCV      | 20 de febrero | 07:00 p. m. | --      |
| Mineros de Guayana    | 1:1 | Caracas FC          | CTE Cachamay            | 27 de febrero | 07:30 p. m. | DirecTV |

| Atlético Venezuela  | 0:2 | Zamora FC             | Brígido Iriarte               | 24 de febrero | 03:30 p. m. | Tves         |
| Zulia FC            | 1:2 | Deportivo Anzoátegui  | José Encarnación Romero       | 24 de febrero | 03:30 p. m. | --           |
| Atlético El Vigía   | 3:0 | Portuguesa FC         | Ramón Hernandez               | 24 de febrero | 03:00 p. m. | --           |
| Caracas FC          | 3:0 | Deportivo Lara        | Olímpico de la UCV            | 24 de febrero | 05:00 p. m. | DirecTV      |
| Llaneros de Guanare | 0:0 | Aragua FC             | Rafael Calles Pinto           | 24 de febrero | 04:00 p. m. | --           |
| Yaracuyanos FC      | 0:1 | Deportivo Petare      | Florentino Oropeza            | 24 de febrero | 03:00 p. m. | DirecTV      |
| Monagas SC          | 1:0 | Estudiantes de Mérida | Monumental de Maturín         | 24 de febrero | 04:00 p. m. | --           |
| Deportivo Táchira   | 1:1 | Trujillanos FC        | Polideportivo de Pueblo Nuevo | 24 de febrero | 05:00 p. m. | Meridiano TV |
| Mineros de Guayana  | 1:1 | Real Esppor           | CTE Cachamay                  | 24 de febrero | 05:00 p. m. | --           |

| Deportivo Lara        | 3:2 | Real Esppor        | Metropolitano de Cabudare | 28 de febrero | 07:30 p. m. | --           |
| Deportivo Petare      | 0:0 | Monagas SC         | Olímpico de la UCV        | 2 de marzo    | 05:00 p. m. | DirecTV      |
| Aragua FC             | 1:1 | Atlético Venezuela | Hermanos Ghersi           | 2 de marzo    | 05:00 p. m. | Tves         |
| Deportivo Anzoátegui  | 1:1 | Atlético El Vigía  | José Antonio Anzoátegui   | 3 de marzo    | 05:00 p. m. | --           |
| Zamora FC             | 3:2 | Zulia FC           | Agustín Tovar             | 3 de marzo    | 06:00 p. m. | --           |
| Trujillanos FC        | 1:0 | Mineros de Guayana | José Alberto Pérez        | 3 de marzo    | 04:00 p. m. | Meridiano TV |
| Estudiantes de Mérida | 1:0 | Deportivo Táchira  | Metropolitano de Mérida   | 3 de marzo    | 05:00 p. m. | DirecTV      |
| Llaneros de Guanare   | 1:0 | Yaracuyanos FC     | Rafael Calles Pinto       | 3 de marzo    | 04:00 p. m. | --           |
| Portuguesa FC         | 3:4 | Caracas FC         | José Antonio Páez         | 29 de marzo   | 03:00 p. m. | --           |

| Real Esppor        | 1:3 | Trujillanos FC        | Brígido Iriarte               | 12 de marzo | 03:00 p. m. | DirecTV |
| Zulia FC           | 2:0 | Aragua FC             | José Encarnación Romero       | 13 de marzo | 03:30 p. m. | --      |
| Atlético El Vigía  | 0:5 | Zamora FC             | Ramón Hernández               | 13 de marzo | 03:00 p. m. | --      |
| Atlético Venezuela | 2:1 | Yaracuyanos FC        | Brígido Iriarte               | 13 de marzo | 03:30 p. m. | --      |
| Monagas SC         | 0:1 | Llaneros de Guanare   | Monumental de Maturín         | 13 de marzo | 07:00 p. m. | --      |
| Deportivo Táchira  | 1:3 | Deportivo Petare      | Polideportivo de Pueblo Nuevo | 13 de marzo | 07:00 p. m. | --      |
| Mineros de Guayana | 3:1 | Estudiantes de Mérida | CTE Cachamay                  | 13 de marzo | 07:30 p. m. | --      |
| Deportivo Lara     | 4:2 | Portuguesa FC         | Metropolitano de Cabudare     | 21 de marzo | 07:30 p. m. | --      |
| Caracas FC         | 2:1 | Deportivo Anzoátegui  | Olímpico de la UCV            | 1 de mayo   | 06:00 p. m. | DirecTV |

| Real Esppor           | 1:1 | Caracas FC           | Brígido Iriarte               | 17 de marzo | 03:00 p. m. | DirecTV /Tves |
| Mineros de Guayana    | 4:0 | Atlético El Vigía    | CTE Cachamay                  | 17 de marzo | 05:00 p. m. | --            |
| Monagas SC            | 0:2 | Atlético Venezuela   | Monumental de Maturín         | 17 de marzo | 04:00 p. m. | --            |
| Trujillanos FC        | 1:1 | Deportivo Lara       | José Alberto Pérez            | 17 de marzo | 04:00 p. m. | Meridiano TV  |
| Yaracuyanos FC        | 0:1 | Aragua FC            | Florentino Oropeza            | 17 de marzo | 04:00 p. m. | --            |
| Llaneros de Guanare   | 0:1 | Zamora FC            | Rafael Calles Pinto           | 17 de marzo | 04:00 p. m. | --            |
| Deportivo Petare      | 0:2 | Deportivo Anzoátegui | Olímpico de la UCV            | 17 de marzo | 05:00 p. m. | DirecTV       |
| Estudiantes de Mérida | 1:1 | Portuguesa FC        | Metropolitano de Mérida       | 17 de marzo | 05:00 p. m. | --            |
| Deportivo Táchira     | 1:1 | Zulia FC             | Polideportivo de Pueblo Nuevo | 11 de abril | 05:00 p. m. | --            |

| Caracas FC           | 0:0 | Trujillanos FC        | Olímpico de la UCV        | 30 de enero | 07:30 p. m. | --      |
| Atlético El Vigía    | 1:0 | Real Esppor           | Ramón Hernandez           | 24 de marzo | 03:00 p. m. | --      |
| Zulia FC             | 0:0 | Mineros de Guayana    | José Encarnación Romero   | 24 de marzo | 03:30 p. m. |         |
| Aragua FC            | 1:2 | Monagas SC            | Hermanos Ghersi           | 24 de marzo | 06:00 p. m. | Tves    |
| Zamora FC            | 4:0 | Yaracuyanos FC        | Agustín Tovar             | 24 de marzo | 06:00 p. m. | --      |
| Portuguesa FC        | 0:0 | Deportivo Petare      | José Antonio Páez         | 24 de marzo | 03:00 p. m. | --      |
| Deportivo Lara       | 2:2 | Estudiantes de Mérida | Metropolitano de Cabudare | 24 de marzo | 05:00 p. m. | --      |
| Deportivo Anzoátegui | 2:0 | Llaneros de Guanare   | José Antonio Anzoátegui   | 3 de abril  | 06:00 p. m. | --      |
| Atlético Venezuela   | 2:0 | Deportivo Táchira     | Brígido Iriarte           | 3 de abril  | 03:30 p. m. | DirecTV |

| Mineros de Guayana    | 2:0 | Atlético Venezuela   | CTE Cachamay                  | 7 de abril | 05:30 p. m. | --           |
| Deportivo Táchira     | 3:0 | Aragua FC            | Polideportivo de Pueblo Nuevo | 7 de abril | 05:00 p. m. | --           |
| Monagas SC            | 2:3 | Zamora FC            | Monumental de Maturín         | 7 de abril | 05:00 p. m. | Meridiano TV |
| Trujillanos FC        | 2:0 | Atlético El Vigía    | José Alberto Pérez            | 7 de abril | 04:00 p. m. | --           |
| Yaracuyanos FC        | 3:1 | Deportivo Anzoátegui | Florentino Oropeza            | 7 de abril | 04:00 p. m. | Tves         |
| Llaneros de Guanare   | 1:0 | Portuguesa FC        | Rafael Calles Pinto           | 7 de abril | 04:00 p. m. | --           |
| Estudiantes de Mérida | 4:1 | Caracas FC           | Metropolitano de Mérida       | 7 de abril | 05:00 p. m. | DirecTV      |
| Deportivo Petare      | 0:1 | Deportivo Lara       | Olímpico de la UCV            | 2 de mayo  | 07:30 p. m. |              |
| Real Esppor           | 0:0 | Zulia FC             | Brígido Iriarte               | 8 de mayo  | 03:00 p. m. |              |

| Aragua FC            | 3:1 | Mineros de Guayana    | Hermanos Ghersi           | 17 de abril | 07:30 p. m. | Meridiano TV     |
| Deportivo Anzoátegui | 2:1 | Monagas SC            | José Antonio Anzoátegui   | 17 de abril | 07:00 p. m. | --               |
| Zulia FC             | 0:0 | Trujillanos FC        | José Encarnación Romero   | 17 de abril | 03:30 p. m. | --               |
| Portuguesa FC        | 0:2 | Yaracuyanos FC        | José Antonio Páez         | 17 de abril | 03:00 p. m. | A puerta cerrada |
| Deportivo Lara       | 0:0 | Llaneros de Guanare   | Metropolitano de Cabudare | 17 de abril | 07:30 p. m. | --               |
| Atlético El Vigía    | 1:1 | Estudiantes de Mérida | Ramón Hernandez           | 17 de abril | 03:00 p. m. | --               |
| Atlético Venezuela   | 2:4 | Real Esppor           | Brígido Iriarte           | 1 de mayo   | 03:30 p. m. | --               |
| Zamora FC            | 1:1 | Deportivo Táchira     | Agustín Tovar             | 1 de mayo   | 06:00 p. m. | --               |
| Caracas FC           | 3:0 | Deportivo Petare      | Olímpico de la UCV        | 8 de mayo   | 07:30 p. m. |                  |

| Real Esppor           | 1:0 | Aragua FC            | Brígido Iriarte               | 21 de abril | 03:00 p. m. | --           |
| Mineros de Guayana    | 1:0 | Zamora FC            | CTE Cachamay                  | 21 de abril | 05:00 p. m. | DirecTV      |
| Deportivo Táchira     | 0:0 | Deportivo Anzoátegui | Polideportivo de Pueblo Nuevo | 21 de abril | 05:00 p. m. | Meridiano TV |
| Monagas SC            | 0:1 | Portuguesa FC        | Monumental de Maturín         | 21 de abril | 05:00 p. m. | --           |
| Trujillanos FC        | 1:2 | Atlético Venezuela   | José Alberto Pérez            | 21 de abril | 04:00 p. m. | --           |
| Yaracuyanos FC        | 0:1 | Deportivo Lara       | Florentino Oropeza            | 21 de abril | 04:00 p. m. | --           |
| Deportivo Petare      | 0:1 | Atlético El Vigía    | Olímpico de la UCV            | 21 de abril | 04:00 p. m. | --           |
| Estudiantes de Mérida | 1:0 | Zulia FC             | Metropolitano de Mérida       | 21 de abril | 05:00 p. m. | --           |
| Llaneros de Guanare   | 0:0 | Caracas FC           | Rafael Calles Pinto           | 24 de abril | 07:00 p. m. | --           |

| Aragua FC            | 1:2 | Trujillanos FC        | Hermanos Ghersi           | 27 de abril | 07:00 p. m. | --      |
| Zamora FC            | 1:0 | Real Esppor           | Agustín Tovar             | 28 de abril | 06:00 p. m. | --      |
| Deportivo Anzoátegui | 3:2 | Mineros de Guayana    | José Antonio Anzoátegui   | 28 de abril | 05:00 p. m. | DirecTV |
| Portuguesa FC        | 0:2 | Deportivo Táchira     | José Antonio Páez         | 28 de abril | 03:00 p. m. | --      |
| Deportivo Lara       | 3:2 | Monagas SC            | Metropolitano de Cabudare | 28 de abril | 05:00 p. m. | --      |
| Caracas FC           | 1:0 | Yaracuyanos FC        | Olímpico de la UCV        | 28 de abril | 05:00 p. m. | --      |
| Atlético El Vigía    | 2:0 | Llaneros de Guanare   | Ramón Hernandez           | 28 de abril | 03:00 p. m. | --      |
| Zulia FC             | 4:0 | Deportivo Petare      | José Encarnación Romero   | 28 de abril | 03:30 p. m. | --      |
| Atlético Venezuela   | 1:0 | Estudiantes de Mérida | Brígido Iriarte           | 28 de abril | 03:30 p. m. | Tves    |

| Real Esppor           | 2:0 | Deportivo Anzoátegui | Brígido Iriarte               | 5 de mayo | 04:00 p. m. | Meridiano TV / Tves |
| Mineros de Guayana    | 4:2 | Portuguesa FC        | CTE Cachamay                  | 5 de mayo | 04:00 p. m. | --                  |
| Deportivo Táchira     | 3:3 | Deportivo Lara       | Polideportivo de Pueblo Nuevo | 5 de mayo | 04:00 p. m. | --                  |
| Monagas SC            | 1:2 | Caracas FC           | Monumental de Maturín         | 5 de mayo | 04:00 p. m. | --                  |
| Trujillanos FC        | 0:0 | Zamora FC            | José Alberto Pérez            | 5 de mayo | 04:00 p. m. | DirecTV             |
| Yaracuyanos FC        | 4:0 | Atlético El Vigía    | Florentino Oropeza            | 5 de mayo | 04:00 p. m. | --                  |
| Llaneros de Guanare   | 1:1 | Zulia FC             | Rafael Calles Pinto           | 5 de mayo | 04:00 p. m. | --                  |
| Deportivo Petare      | 0:0 | Atlético Venezuela   | Olímpico de la UCV            | 5 de mayo | 04:00 p. m. | --                  |
| Estudiantes de Mérida | 1:0 | Aragua FC            | Metropolitano de Mérida       | 5 de mayo | 04:00 p. m. | --                  |

| Portuguesa FC        | 3:2 | Real Esppor           | José Antonio Páez         | 12 de mayo | 04:00 p. m. | --                     |
| Deportivo Lara       | 1:0 | Mineros de Guayana    | Metropolitano de Cabudare | 12 de mayo | 04:00 p. m. | --                     |
| Caracas FC           | 0:0 | Deportivo Táchira     | Olímpico de la UCV        | 12 de mayo | 04:00 p. m. | --                     |
| Atlético El Vigía    | 2:0 | Monagas SC            | Ramón Hernandez           | 12 de mayo | 04:00 p. m. | --                     |
| Deportivo Anzoátegui | 1:0 | Trujillanos FC        | José Antonio Anzoátegui   | 12 de mayo | 04:00 p. m. | DirecTV / Meridiano TV |
| Zulia FC             | 3:3 | Yaracuyanos FC        | José Encarnación Romero   | 12 de mayo | 04:00 p. m. | --                     |
| Atlético Venezuela   | 1:1 | Llaneros de Guanare   | Brígido Iriarte           | 12 de mayo | 04:00 p. m. | --                     |
| Aragua FC            | 2:0 | Deportivo Petare      | Hermanos Ghersi           | 12 de mayo | 04:00 p. m. | --                     |
| Zamora FC            | 3:0 | Estudiantes de Mérida | Agustín Tovar             | 12 de mayo | 04:00 p. m. | DirecTV / Tves         |

- La jornada 9, prevista para jugarse el 10 de marzo, se pospone para el 13 de marzo por disposición de la Federación Venezolana de Futbol[3]
- La jornada 13, prevista para jugarse el 14 de abril, es reprogramada debido a las elecciones presidenciales[4]

## Goleadores
| Jugador              | Jugador        | Goles | Equipo                |
| -------------------- | -------------- | ----- | --------------------- |
| Bandera de Venezuela | Richard Blanco | 12    | Mineros de Guayana    |
| Bandera de Panamá    | Gabriel Torres | 10    | Zamora FC             |
| Bandera de Venezuela | Juan Falcón    | 9     | Zamora FC             |
| Bandera de Colombia  | Wilson Mena    | 8     | Estudiantes de Mérida |
| Bandera de Colombia  | Zamir Valoyes  | 7     | Deportivo Lara        |
| Bandera de Venezuela | Edgar Jiménez  | 6     | Caracas FC            |